# Rakovec (Ljubešćica)
Rakovec falu Horvátországban, Varasd megyében. Közigazgatásilag Ljubešćicához tartozik.

## Fekvése
Varasdtól 14 km-re délkeletre, községközpontjától 1 km-re keletre, a Bednja jobb partján, a Kemléki-hegység lejtőjén az A4-es autópálya közelében fekszik.

## Története
1857-ben 127, 1910-ben 156 lakosa volt. 1920-ig Varasd vármegye Novi Marofi járásához tartozott, majd a Szerb-Horvát Királyság része lett. 2001-ben a falunak 41 háza és 125 lakosa volt.

## Nevezetességei
- Szent Anna-kápolnája 1938-ban épült.
- A Keresztelő Szent János-kápolnát 1978-ban építették.

## Külső hivatkozások
- A község hivatalos oldala
- Varasd megye kulturális emlékei[halott link]